# Mon coquin de père
Pour plus de détails, voir Fiche technique et Distribution.
Mon coquin de père est un film franco-italien réalisé par Georges Lacombe et sorti en 1958. 
C'est un remake du film de 1934 Nous ne sommes plus des enfants d'Augusto Genina.

## Synopsis
Tandis qu'un jeune homme s'intéresse à la peinture, son père est plutôt attiré par le sexe faible

## Fiche technique
- Réalisation : Georges Lacombe, assisté de Roger Dallier
- Scénario : Augusto Genina, Georges Lacombe (adaptation), Léopold Marchand (pièce originale), Louis Martin (adaptation), Serge Véber (adaptation et dialogues)
- Musique : Georges Van Parys
- Pays de production :  France
- Langue : français
- Sociétés de production  : France : DeLuxe Films  - Italie : Ifra Film
- Producteur : Alexander Salkind
- Durée : 98 minutes[1]
- Dates de sortie :
  - France : 25 juin 1958
  - Italie : 24 février 1959 sous le titre de : A Parigi in vacanza

## Distribution
- Gaby Morlay : Roberte
- Antonella Lualdi : Maria
- Claude Dauphin : Jean Servin
- Philippe Lemaire : Philippe Servin
- Jean Wall : Roger Taloire
- Gabrielle Fontan : Estelle
- Pierre Larquey : Monsieur Breton
- Françoise Soulié : Monique
- Fulbert Janin : Justin
- Paul Uny
- Rosalba Neri : Alida
- Serge Frédéric

## À noter
- Dans ce film se retrouvent des séquences d'un autre film du même réalisateur, intitulé Nous ne sommes plus des enfants. Il fut tourné en 1933, également d'après la pièce de Léopold Marchand